# Банке (Верхние Пиренеи)
Банке́ (фр. Benqué, окс. Benquèr) — коммуна во Франции, находится в регионе Юг — Пиренеи. Департамент — Верхние Пиренеи. Входит в состав кантона Ланнемезан. Округ коммуны — Баньер-де-Бигор.
Код INSEE коммуны — 65081.

## География
Коммуна расположена приблизительно в 660 км к югу от Парижа, в 110 км юго-западнее Тулузы, в 23 км к юго-востоку от Тарба.
По территории коммуны протекает река Аррос.

## Климат
Климат умеренно-океанический с солнечной тёплой погодой и обильными осадками на протяжении практически всего года.

## Население
Население коммуны на 2010 год составляло 77 человек.
| 1962 | 1968 | 1975 | 1982 | 1990 | 1999 | 2010 |
| ---- | ---- | ---- | ---- | ---- | ---- | ---- |
| 78   | 72   | 59   | 59   | 47   | 49   | 77   |

## Администрация
| Период | Период | Фамилия    | Партия | Примечания |
| ------ | ------ | ---------- | ------ | ---------- |
| 2001   | 2020   | Мишель Пюш |        |            |

## Экономика
В 2010 году среди 52 человек трудоспособного возраста (15-64 лет) 39 были экономически активными, 13 — неактивными (показатель активности — 75,0 %, в 1999 году было 79,3 %). Из 39 активных жителей работали 37 человек (18 мужчин и 19 женщин), безработных было 2 (1 мужчина и 1 женщина). Среди 13 неактивных 4 человека были учениками или студентами, 5 — пенсионерами, 4 были неактивными по другим причинам.